# Rūḥollāh Jomei
Rūḥollāh Jomei ( em persa: روح الله جمعه ای) é um político e jornalista iraniano . Foi Vice-Ministro do Interior e Conselheiro do Ministro da República Islâmica do Irã . Ele também atuou como vice-diretor da Agência de Notícias da República Islâmica do Irã .
O mundo exterior questionou uma possível fraude nas eleições presidenciais iranianas de 2009. Ele disse que Mahmoud Ahmadinejad e o palácio presidencial iraniano pediram que ele anunciasse a notícia da vitória eleitoral de Ahmadinejad na agência de notícias IRNA antes do encerramento das urnas.